# Эбботт, Джипси
Джипси Эбботт (англ. Gypsy Abbott, 31 января 1896 — 25 июля 1952) — американская актриса немого кино.
Родилась в Атланте, штат Джорджия. До начала работы в кино Джипси Эбботт течение многих лет играла в театре и в водевилях. Впервые на киноэкранах появилась в 1913 году в короткометражке «Путь скорби» (1913). В дальнейшем сыграла в четырёх десятках фильмах, завершив карьеру в 1917 году.
В 1915 году вышла замуж за режиссёра Генри Кинга, от которого родила четырёх детей. Умерла в Голливуде, Калифорния, в возрасте 56 лет. Похоронена на кладбища Святого Креста в Калвер-Сити.